# Peichin Takahara
Peichin Takahara (高原 親雲上, Takahara Pēchin) va ser un gran soldat del regne de Ryūkyū el qual se li atribueix ser el primer a explicar els principals aspectes del dō (camí). Va ser alumne de Chatan Yara.